# استانست
استانست یک روستا در ایران است که در دهستان مود واقع شده‌است. این روستا به ماسوله خراسان جنوبی معروف است و ساختار روستا به صورت پلکانی می‌باشد که حیاط هر خانه پشت بام خانه دیگری به حساب می‌آید استانست ۱۹۰ نفر جمعیت دارد.